# 让-弗朗索瓦·德萨尔特
让-弗朗索瓦·德萨尔特（Jean-François de Sart，1961年12月18日—），是一名前比利時足球運動員，現時是一位足球教練。德·萨尔特是比利時二十一歲以下國家隊的主教練，現時帶領比利時國奧隊參加2008年北京奧運。

## 職業生涯
- 1982-1991: 列日（英语：R.F.C. de Liège）
- 1991-1993: 安德烈治
- 1993-1995: 列日（英语：R.F.C. de Liège）

德萨尔特曾三次代表比利時國家足球隊上陣，並曾入選國家隊參加1990年世界盃。